# Ley de control de la inmigración de Francia de 2007
La Ley sobre control de la inmigración, integración y asilo es una ley francesa promulgada el 20 de noviembre de 2007. Era una propuesta del gobierno del primer ministro François Fillon, y en particular de Brice Hortefeux, el ministro de la Inmigración y de la Identidad Nacional. La ley era una promesa electoral del presidente de la República en 2007. Impuso un mayor control de la inmigración y condiciones más estrictas para entrar en el territorio francés y obtener la nacionalidad francesa.

## Principios
La ley hizo más difícil que los familiares de inmigrantes se reúnan con ellos en territorio francés. La reforma exigía a los familiares de inmigrantes comprobar que tienen solvencia económica y pueden hablar francés, además de someterse a una prueba genética para determinar si realmente tienen derecho a entrar al país. 

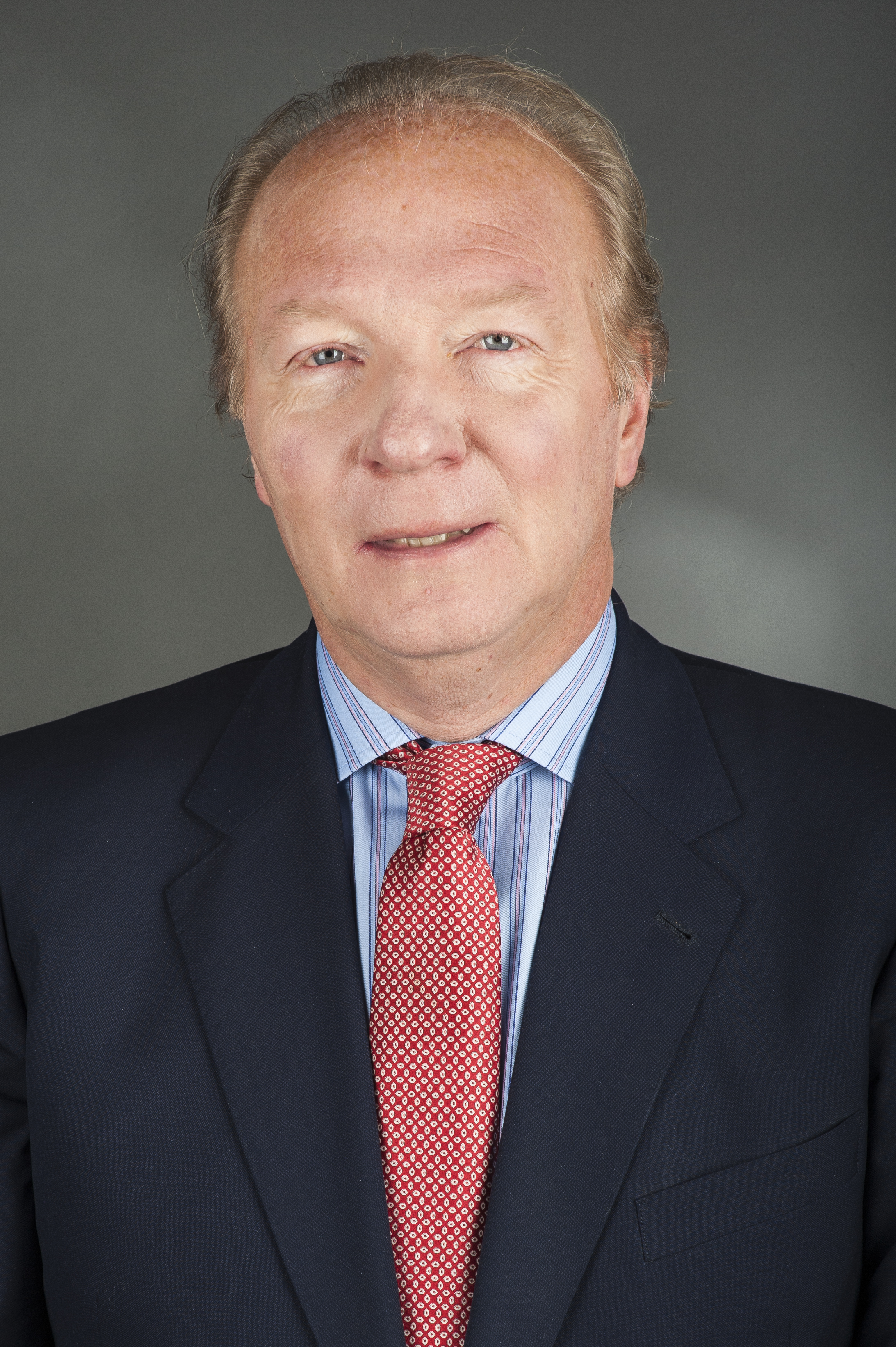
Brice Hortefeux, exministro de la Inmigración a Identidad Nacional

Estaba una promesa electoral de hacer frente a la inmigración ilegal. La ley obliga a los mayores de 16 años familiares de indocumentados someterse a un examen antes de salir de su país de origen para establecer que además de hablar francés comprenden la cultura nacional, es decir los valores franceses. Los solicitantes también deben demostrar que sus familiares en Francia ganan al menos el salario mínimo y los pueden mantener. Si los funcionarios de migración dudan de la relación de parentesco entre dos personas, pueden ordenar que los solicitantes se sometan a una prueba de ADN para probar su vínculo biológico con los miembros de su familia ya residentes en Francia.

## Críticas
Muchas organizaciones defensoras de las libertades civiles afirmaron que el proyecto de ley es inhumano. También la ley recibió numerosas críticas, incluso desde dentro del círculo del gobierno, tales como el ministro de Exteriores Bernard Kouchner.
El proyecto de exámenes de ADN provocaron una enorme controversia, miles de personas salieron a protestar en la calle. El gobierno aseguró que la iniciativa permitiría acelerar los trámites para que los extranjeros que tienen familiares directos en Francia puedan venir al país a vivir con ellos, pero los críticos advierten que la medida era discriminatoria y peligrosa. También el ministro de Inmigración Brice Hortefeux señaló que otros doce países europeos tienen procedimientos similares. El semanario Charlie Hebdo lanzaron una petición en línea contra las pruebas de ADN que muchas personalidades y dirigentes políticos firmaron. El Senado tuvo que modificar un poco la ley para que los exámenes de ADN se hagan con condiciones determinadas.

## Adopción
La ley fue propuesta por primera vez en julio de 2007. Fue adoptada por la Asamblea Nacional en septiembre de 2007, y por el Senado francés en octubre tras una modificación.
En noviembre, el Consejo Constitucional prohibió la elaboración de "estadísticas étnicas" y expresó reticencias por los exámenes ADN.